# KLA Corporation
KLA Corporation — американская компания, поставляющая оборудование для контроля качества микросхем, плоскопанельных дисплеев, печатных плат и исходных материалов. Штаб-квартира компании располагается во Милпитасе, штат Калифорния.

## История
Компания KLA была основана в 1976 году Кеннетом Леви (Kenneth Levy) и Робертом Андерсоном (Robert R. Anderson). Компания начала осваивать на то время ещё никем не занятую нишу разработки и производства оборудования для тестирования микросхем на различных этапах производства. В конце 1970-х годов около 50 % микросхем отбраковывавалось (в случае сложных микросхем — до 90 %), поэтому выявление дефектов на ранних стадиях производства позволяло сэкономить время и снизить расходы. Первой системой компании стала RAPID, осуществлявшая проверку масок для фотолитографии. В 1980 году KLA разместила свои акции на бирже Nasdaq. В 1984 году на рынок была выпущена система WISARD, автоматически проводившая инспекцию пластин после каждого этапа обработки. К середине 1980-х годов компания начала продавать свои системы в Японии и Европе, в 1988 году продажи превысили 100 млн долларов, из них 40 % приходилось на зарубежные рынки.
В 1997 году было достигнуто соглашение о слиянии KLA с компанией Tencor Instruments. Tencor также была основана в 1976 году, её специализацией было оборудование для контроля толщины напыляемого слоя, обнаружения посторонних частиц и других аспектов полупроводникового производства. Слияние было завершено в мае 1997 года созданием KLA-Tencor Corporation. В 1998 году было поглощено три компании, выручка за этот год составила 1,2 млрд долларов.
В феврале 2019 года была куплена израильская компания Orbotech, её продукция использовалась для контроля качества печатных плат, дисплеев и микросхем, стоимость сделки составила 3,4 млрд долларов. В июле 2019 года KLA-Tencor сменила название на KLA Corporation.

## Собственники и руководство
Акции компании котируются на бирже Nasdaq. Институциональным инвесторам по состоянию на начало 2024 года принадлежал 91 % акций, крупнейшими держателями были The Vanguard Group (9,07 %), BlackRock (5,13 %), Primecap (4,42 %), State Street Global Advisors (4,04 %), Capital Research & Management Company (3,64 %), Massachusetts Financial Services (2,46 %), Wellington Management Company (2,32 %), Geode Capital Management (2,17 %).
- Роберт Кальдерони (Robert M. Calderoni) — председатель совета директоров с ноября 2022 года; ранее возглавлял компанию Citrix.
- Ричард Уоллис (Richard P. Wallace, род. в 1967 году) — президент и генеральный директор (CEO) с ноября 2008 года, в компании с 1988 года.

## Деятельность
Подразделения по состоянию на 2023 год:
- Semiconductor Process Control — контрольно-измерительное оборудование и программное обеспечение для проверки качества полупроводниковых пластин, масок для фотолитографии, микросхем; 89 % выручки;
- Specialty Semiconductor Process — оборудование для вакуумного напыления и травления при производстве микросхем; 5 % выручки;
- PCB, Display and Component Inspection — оборудование для тестирования печатных плат, дисплеев и корпусированных микросхем; 6 % выручки.

Основные производственные и научно-исследовательские мощности находятся в США, Израиле, Сингапуре, КНР, Германии и Тайване.
Выручка за 2022/23 финансовый год составила 10,5 млрд долларов. Основными рынками для компании были КНР (27 % выручки), Тайвань (24 %), Южная Корея (18 %), США (12 %), Япония (9 %), Европа и Израиль (7 %). Крупнейшими покупателями продукции компании являются TSMC и Samsung Electronics.
В списке крупнейших публичных компаний мира Forbes Global 2000 за 2023 год KLA Corporation заняла 686-е место.